# Jota (calciatore)
Jota, pseudonimo di José Ignacio Peleteiro Ramallo (Vigo, 16 giugno 1991), è un ex calciatore spagnolo, di ruolo centrocampista o ala.

## Caratteristiche tecniche
Trequartista o seconda punta, può essere schierato anche come ala su entrambe le fasce.

## Carriera

### Club
Dopo una buona annata tra le riserve, il Celta Vigo lo promuove in prima squadra nel 2011: il 29 gennaio, Jota esordisce in seconda divisione entrando negli ultimi minuti del match contro il Barcellona B (1-1). In seguito passa in prestito, prima al Real Madrid Castilla, poi all'Eibar, nuovamente in seconda serie, dove esplode: segna 11 gol (il primo tra i professionisti è datato 17 novembre 2013, proprio contro il suo ex Real Madrid Castilla, 6-0), trascinando l'Eibar alla vittoria del titolo di Segunda División e alla promozione nella Liga. Jota torna al Celta e il 13 agosto 2014 passa agli inglesi del Brentford, in Championship, per € 1,5 milioni: alla sua prima stagione firma 11 marcature contribuendo a portare il club ai play-off per la promozione in Premier, persi dal Brentford in semifinale contro il Middlesbrough (5-1). Il 15 gennaio 2016, Jota torna all'Eibar, nuovamente in prestito, facendo così il suo debutto nella massima divisione di un campionato.

## Palmarès

### Club
- Segunda División (Spagna): 1

Eibar: 2013-2014